# Oberndorf bei Schwanenstadt
Oberndorf bei Schwanenstadt – gmina w Austrii, w kraju związkowym Górna Austria, w powiecie Vöcklabruck. 1 stycznia 2015 liczyła 1420 mieszkańców.